# Dasnice
Dasnice är en ort i Tjeckien.   Den ligger i regionen Karlovy Vary, i den västra delen av landet, 130 km väster om huvudstaden Prag. Dasnice ligger 418 meter över havet och antalet invånare är 361.
Terrängen runt Dasnice är kuperad österut, men västerut är den platt. Runt Dasnice är det ganska glesbefolkat, med 42 invånare per kvadratkilometer. Närmaste större samhälle är Cheb, 15,6 km sydväst om Dasnice. I omgivningarna runt Dasnice växer i huvudsak blandskog.